# Jim Cheung
Jim Cheung (1972 –) brit képregényrajzoló. 1998-tól a Marvel Comics számos kiadványán dolgozott, így az X-Force és a Force Works című szuperhős-képregényeken. 2000 és 2004 között a CrossGen által kiadott Scion című sorozatban közreműködött. 2005 augusztusában Joe Quesada, a Marvel főszerkesztője a kiadó ifjú tehetségei (Young Guns) között említette, akik Quesada szerint a jövő képregényrajzoló tehetségei. Ugyanebben az évben a televíziós forgatókönyvíróval, Allan Heinbergel indították útjára a Young Avengers című sorozatot, melynek utolsó száma 2006 augusztusában jelent meg. A tervek szerint a sorozat „második évadjában” Cheung ismét visszatér rajzolóként, de az indulás időpontja még bizonytalan. Cheung jelenleg a New Avengers: Illuminati című ötrészes mini-sorozaton dolgozik.

## Munkái
| Képregények (Marvel Comics) - Avengers #82-83 - Avengers Finale - Black Knight: Exodus #1 - Force Works #15-17 - Iron Man - Marvel Comics Presents #170 - New Avengers: Illuminati #1-5 - Maverick #1-11 - Spider-Man Unlimited #6 - Uncanny X-Men #371 - X-Force #82-4, 86-8, 90, 94-95, 98-100 - Young Avengers #1-6, 9-12 Képregények (CrossGen) - Scion #1-6, 7-11, 13-16, 18-21, 23-26, 31-32, 35-36, 38-39 - Lady Death: The Wild Hunt #1-2 | Képregényborítók (Marvel Comics) - Cable #73 - Civil War: Young Avengers & Runaways #1-4 - Fantastic Four #525-526 - Fantastic Four: Foes #1-5 - New Avengers: The Illuminati #1-5 - Young Avengers #1-12 - Young Avengers Special #1 - Avengers #82 - New Avengers #4, 25 - Iron Man/Captain America: Casualties of War #1 - Ultimate Nightmare #5 - What If… Magneto and Professor X Had Formed the X-Men Together? - X-Force #101 - New Avengers/Transformers #1 - Avengers: The Initiative #1-5 |